# Dumont (Minnesota)
Dumont es una ciudad ubicada en el condado de Traverse en el estado estadounidense de Minnesota. En el Censo de 2010 tenía una población de 100 habitantes y una densidad poblacional de 85,61 personas por km².

## Geografía
Dumont se encuentra ubicada en las coordenadas 45°43′2″N 96°25′24″O / 45.71722, -96.42333. Según la Oficina del Censo de los Estados Unidos, Dumont tiene una superficie total de 1.17 km², de la cual 1.17 km² corresponden a tierra firme y (0%) 0 km² es agua.

## Demografía
Según el censo de 2010, había 100 personas residiendo en Dumont. La densidad de población era de 85,61 hab./km². De los 100 habitantes, Dumont estaba compuesto por el 99% blancos, el 0% eran afroamericanos, el 0% eran amerindios, el 0% eran asiáticos, el 0% eran isleños del Pacífico, el 0% eran de otras razas y el 1% pertenecían a dos o más razas. Del total de la población el 3% eran hispanos o latinos de cualquier raza.